# Сан-Бенту (Ангра-ду-Эроишму)
Сан-Бенту (порт. São Bento) — район (фрегезия) в Португалии, входит в округ Азорские острова. Расположен на острове Терсейра. Является составной частью муниципалитета Ангра-ду-Эроижму. Население составляет 1968 человек на 2001 год. Занимает площадь 8,66 км².
Покровителем района считается Святой Бенедикт (порт. São Bento).